# シャルヴュー＝シャヴァニュー
シャルヴュー＝シャヴァニュー（仏: Charvieu-Chavagneux）は、フランスのオーヴェルニュ＝ローヌ＝アルプ地域圏、イゼール県に属するコミューン。

## 歴史
1959年にシャルヴューとシャヴァニューの各コミューンが合併し誕生した。

## 地理
県都グルノーブルから北西に75kmほどいった、県北端のアン県境界付近に位置する。リヨン郊外の新興住宅地で、整然とオレンジ屋根の家々が立ち並ぶ。しかし、住宅街から一歩外に出ると田園地帯となる。東でポン＝ド＝シェリュイと、南東でティニュー＝ジャメイジューと、南西でコロンビエ＝ソニューと、西でジャネイリアとそれぞれ接する。ブールブル川が流れる。

## 行政
シャルヴューの歴代首長（1832年 - 1959年）
| 就任   | 退任   | 氏名                         |
| ------ | ------ | ---------------------------- |
| 1832年 | 1833年 | クロード・ジョルジュ         |
| 1833年 | 1834年 | クロード・ジリベール         |
| 1834年 | 1844年 | バルタザ・ゴティエ           |
| 1844年 | 1848年 | ジョゼフ・ブルシー           |
| 1848年 | 1865年 | バルタザ・ゴティエ           |
| 1865年 | 1868年 | アントワーヌ・ブラン         |
| 1868年 | 1884年 | アントワーヌ・ギュイシェール |
| 1884年 | 1895年 | ポール・ベルナスコン         |
| 1895年 | 1896年 | N・ヴェシリエ                |
| 1896年 | 1925年 | アレクサンドル・グラモン     |
| 1925年 | 1935年 | ジュール・ビュシェラ         |
| 1935年 | 1938年 | クローデュ・リヴェ           |
| 1938年 | 1944年 | アルフォンス・リゴ           |
| 1944年 | 1945年 | クローデュ・リヴェ           |
| 1945年 | 1959年 | ジュール・ルヴリン           |

シャヴァニューの歴代首長（1839年 - 1961年）
| 就任   | 退任   | 氏名                       |
| ------ | ------ | -------------------------- |
| 1839年 | 1846年 | ジャン・ラディクス         |
| 1846年 | 1848年 | テオドール・レイノー       |
| 1848年 | 1852年 | ジャン・ビュータン         |
| 1852年 | 1861年 | テオドール・レイノー       |
| 1861年 | 1865年 | クロード・レイノー         |
| 1865年 | 1870年 | ジャック・キュール         |
| 1870年 | 1874年 | アマン・ド・シャヴァニュー |
| 1874年 | 1888年 | ペトリュス・パスキャロン   |
| 1888年 | 1892年 | ギュイローム・ギュエリエ   |
| 1892年 | 1896年 | ペトリュス・パスキャロン   |
| 1896年 | 1897年 | ジャン＝ピエール・ブルディ |
| 1897年 | 1929年 | ポール・ベルナスコン       |
| 1929年 | 1934年 | フェルナン・ベルナスコン   |
| 1934年 | 1944年 | カミーユ・ラトレイユ       |
| 1944年 | 1953年 | ブノワ・キュア＝プローラン |
| 1953年 | 1961年 | リュシアン・ラベ           |

シャルヴュー＝シャヴァニューの歴代首長（1961年 - ）
| 就任   | 退任   | 氏名                     | 所属                     | 備考     |
| ------ | ------ | ------------------------ | ------------------------ | -------- |
| 1961年 | 1965年 | フランシスク・ヴァンサン |                          |          |
| 1965年 | 1983年 | フェリクス・コッタン     |                          |          |
| 1983年 | 現職   | ジェラール・ドゥズンプ   | 共和国連合・国民運動連合 | 県会議員 |

議会は首長も含めて29人で構成される。

## 人口の推移[2]
| 1962年 | 1968年 | 1975年 | 1982年 | 1990年 | 1999年 | 2007年 |
| ------ | ------ | ------ | ------ | ------ | ------ | ------ |
| 3046   | 3691   | 6470   | 6804   | 8126   | 7889   | 7733   |

## 観光スポット
- フレマンヴィル湖
- モンベルトラン工業団地
- 健康の道
- 乗馬センター
- 13世紀に建てられたシャヴァニュー教会

## 姉妹都市
- ナウハイム（ドイツ）
- ノーレ（イタリア）

## 出身有名人
- ジャン・ジョルカエフ - サッカー選手
- エドワール・スタシュラ - ポーランド系の詩人・作家・哲学者